# 올리 바비에리
올리 바비에리(Ollie Barbieri, 1991년 11월 12일 ~ )는 잉글랜드의 배우이다. 《스킨스》에서 JJ 존스 역으로 잘 알려져 있다.

## 출연 작품
- 아누바후드 (2011)
- 스킨스 시즌4 (2010)
- 스킨스 시즌3 (2009)